# Planisphère de Waldseemüller

Universalis Cosmographia (1507).

Le planisphère de Waldseemüller, publié sous la direction du cartographe Martin Waldseemüller à Saint-Dié-des-Vosges en 1507, contient la première mention du mot « America » (francisé en Amérique), nom donné en l'honneur de l'explorateur Amerigo Vespucci, sur une carte intitulée Universalis Cosmographia. Un livret de 52 feuillets imprimés, dénommé "Cosmographiae Introductio", intitule ce planisphère Universalis Cosmographie descriptio in plano  et une carte-globe en douze fuseaux Universalis Cosmographie descriptio in solido.

## Le traité de géographie

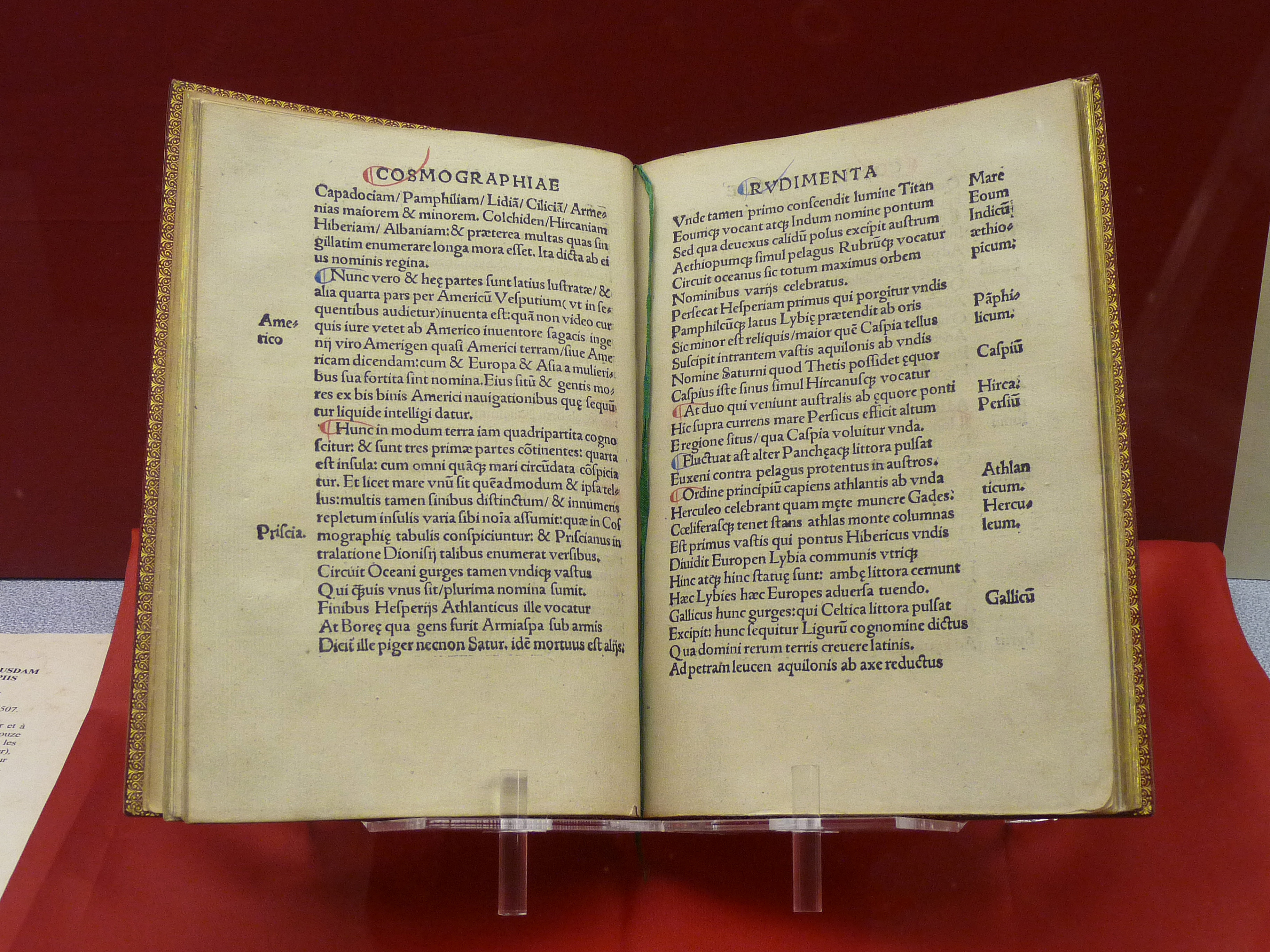
Cosmographiae introductio : « … sive Americam dicendam ».

Le petit livre, dont le titre complet est Cosmographiae introductio cum quibusdam geometriae ac astronomiae principiis ad eam rem necessariis, Insuper quatuor Amerigi Vespucci navigationes; Universalis Cosmographie descriptio tam in solido quam plano eis etiam insertis que Ptholomeo ignota a nuperis reperta sunt" comporte un texte imprimé sur 103 pages format in quarto, à partir de 13 feuilles imprimées recto-verso. Deux impressions en quatre éditions parurent à Saint-Dié en 1507 : une première impression le VII des calendes de mai (25 avril, le jour de la saint Marc) et la deuxième impression le IIII des calendes de septembre (29 août ou le jour de la décollation de saint Jean-Baptiste).
Le fascicule comprend deux parties :
- dans la première, les auteurs du projet, réunis dans un cénacle informel d'érudits, lié au chapitre de chanoines de Saint-Dié et dénommé Gymnasium Vosagense (Vautrin Lud, Nicolas Lud, Mathias Ringmann, Martin Waldseemüller, Jean Basin de Sandaucourt) s'expliquent sur la nécessité de procéder à une réédition de la Géographie de Ptolémée. C'est là qu'ils proposent de baptiser le nouveau continent « America » en hommage à Amerigo Vespucci qui a peut-être participé à l'élaboration de la carte[1] : « et je ne vois rien qui, raisonnablement, nous empêcherait de l'appeler terre d'Améric du nom de son génial découvreur, ou simplement América, puisqu'aussi bien l'Europe et l'Asie ont reçu des noms de femmes » ;
- la seconde partie est composée de la traduction du français en latin par Jean Basin des quatre voyages d'Amerigo Vespucci. Martin Waldseemüller y reconnaît la contribution du florentin à une perception du Nouveau Monde comme un continent distinct, tout spécialement l'Amérique du Sud, suffisamment au sud de l'hémisphère sud pour se différencier de l'Asie située globalement dans l'hémisphère nord.

Un exemplaire de l'ouvrage (impression du 29 août 1507, édition "privée" : avec les dédicaces de Martin Waldseemüller et de Matthias Ringmann à Maximilien de Habsbourg) en facsimilé est exposé dans la salle du Trésor de la médiathèque intercommunale de Saint-Dié-des-Vosges, où l'on peut également consulter la totalité du document sous forme numérisée.

## La carte du monde

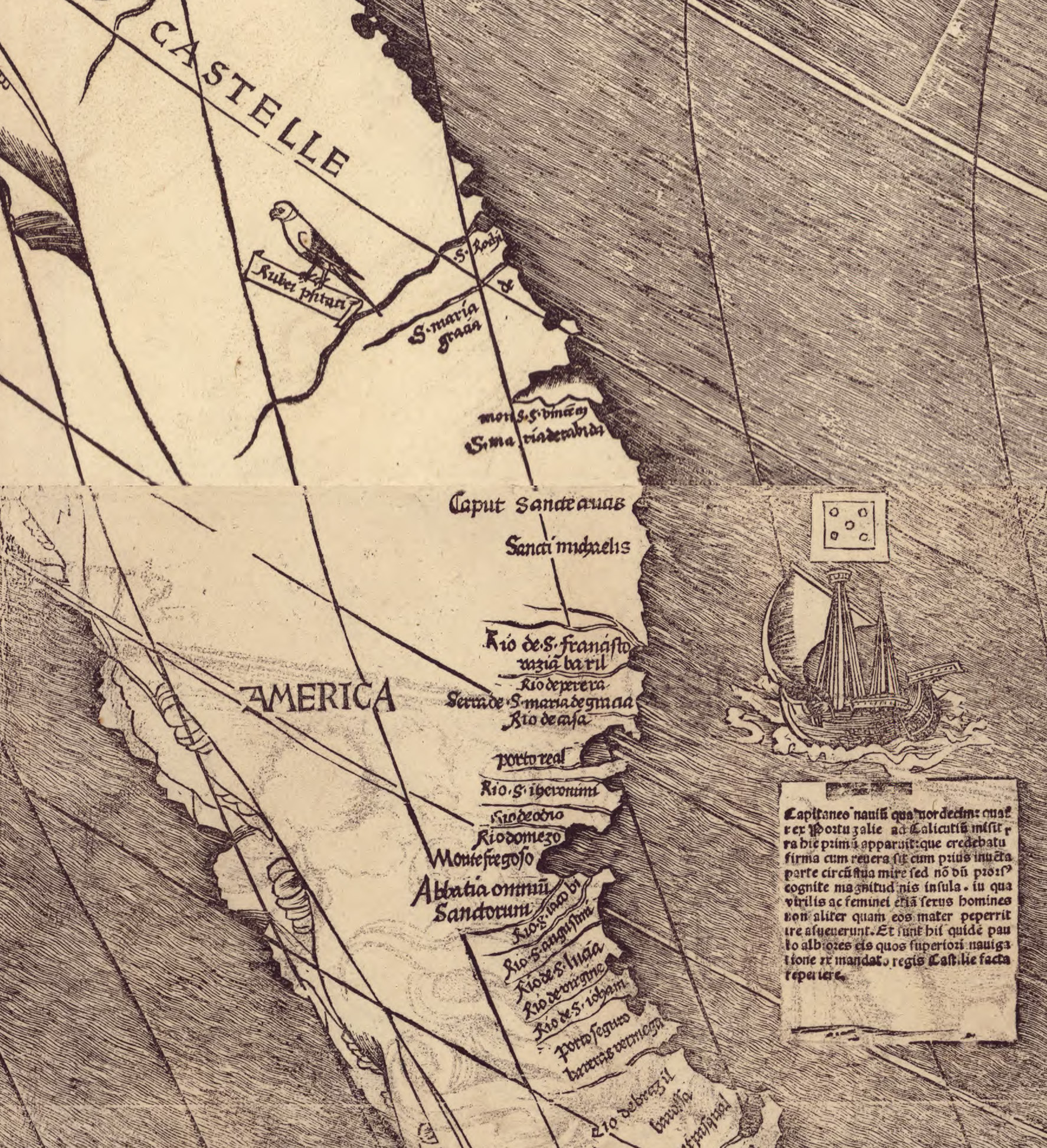
Détail avec le nom « AMERICA ».

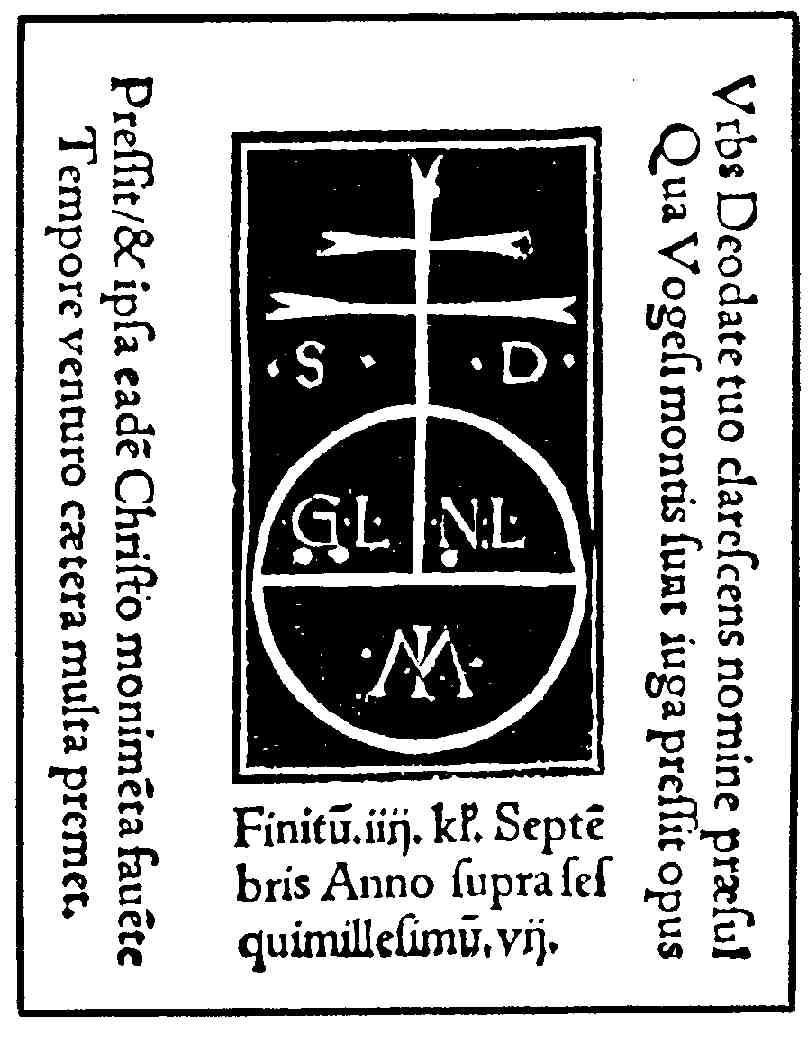
Marque de l'imprimerie de Saint-Dié, autorisée par le prévôt et par le Saint-Siège dont dépend la collégiale. (Patrizia Licini, 2011).

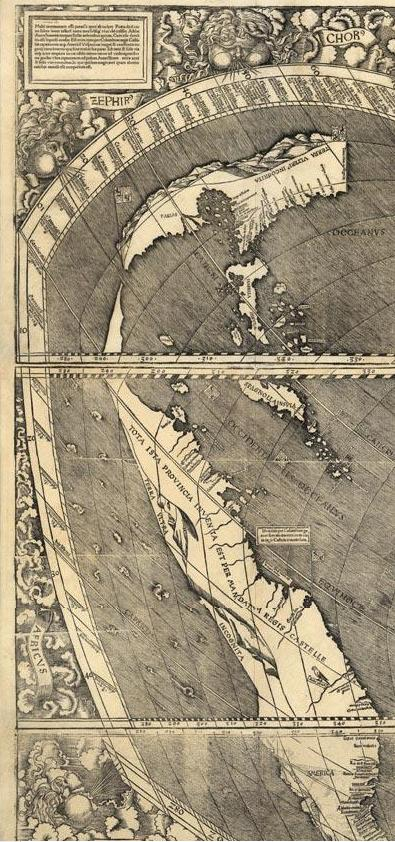
Représentation des Andes et des montagnes Rocheuses.

Intitulée Universalis cosmographia secundum Phtolomaei traditionem et Americi Vespucii aliorumque lustrationes, la mappemonde établie par le Gymnase vosgien (Gymnasium Vosagense) de Saint-Dié sous la direction de Martin Waldseemüller et imprimée en 1507 est la première carte sur laquelle apparaît le mot « America ». C'est en outre la première carte murale du monde réalisée par la technique de l'imprimerie.
De grand format (1 290 × 2 320 mm), non coloriée, elle fut imprimée selon la technique de la xylographie sur douze planches séparées de 430 × 590 mm chacune. L'ensemble représente la forme de la terre grâce à une modification de la projection conique de Ptolémée où les méridiens sont incurvés. Ce nouveau type de représentation marqua profondément la cartographie. Le planisphère est cordiforme (en forme de cœur ou en forme de manteau), surmonté par deux médaillons. Celui de gauche représente Ptolémée, celui de droite Amerigo Vespucci.
L'appellation « en forme de manteau » proposée pour la projection utilisée par Martin Waldseemüller dans sa mappemonde de 1507, a été avancée et démontrée par les chercheurs italiens Diego Baratono et Claudio Piani, à partir de 2003. D'après leur opinion, le profil du manteau appliqué à la projection du planisphère en question suppose la dimension symbolique du sacré, ce qui est démontré par la correspondance existant entre le contour du manteau de la Vierge de Miséricorde peinte par Domenico Ghirlandaio pour la famille Vespucci, et le profil de la carte de Waldseemüller de 1507[réf. souhaitée].
Selon la tradition de l'époque, l'Europe, l'Afrique et l'Asie sont placées au centre. Mais la nouveauté se situe sur le côté gauche du document : les deux parties du nouveau continent séparées (selon la représentation cordiforme) par un détroit ou non (selon l'un de deux hémisphères en frontispice), entourées d'eau et de toute évidence non rattachées à l'Asie comme le croyait Christophe Colomb. Le mot « America », qui apparaît pour la première fois, est placé assez bas, plutôt vers le sud de l'Amérique latine actuelle, pour bien montrer que ce Nouveau Monde ne pouvait pas être l'Asie, globalement dans l'hémisphère nord.
Le travail sur le tracé des continents américains est plutôt approximatif. En effet, Waldseemüller n'utilise que les cartes marines pour dessiner la carte (principalement le planisphère de Caverio ou une source commune), manquant de données de référence. Ces cartes marines ne représentaient pas encore les côtes ouest des Amériques puisque seule la partie atlantique avait été explorée. Waldseemüller a donc été obligé de tracer lui-même les limites ouest des nouveaux continents. Pour l'Amérique du Sud, il relie le nord et le sud par deux traits quasiment rectilignes et transforme donc le continent en île. Cette erreur s'explique par le fait que Waldseemüller n'imaginait pas la présence de l'isthme de Panama. Pour l'Amérique du Nord, il élude le problème en plaçant l'échelle des latitudes à l'emplacement de la côte ouest. Le planisphère de Waldseemüller représente ainsi deux continents séparés, erreur que d'autres géographes reproduiront dans leurs propres carte.
Seul un exemplaire est connu à ce jour (il y en aurait eu un millier à l'origine). Il a longtemps appartenu à Johann Schöner, un astronome fabricant de globes terrestres de Nuremberg, puis est pratiquement tombé dans l'oubli avant d'être redécouvert (carte reliée et non fixée à un mur, ce qui l'a bien conservée) dans les collections du prince Waldburg-Wolfegg (château de Wolfegg) au début du XXe siècle par Joseph Fischer, un prêtre jésuite chargé d'inventorier les œuvres d'art du tableau. La bibliothèque du Congrès des États-Unis manifeste rapidement son intérêt pour cette pièce et négocie son achat, mais le gouvernement allemand refuse. Après 80 ans de négociations, la Bibliothèque l'a acquise en 2001 pour dix millions de dollars, le communiqué de presse de la Bibliothèque décrivant fièrement l'objet comme « l'acte de naissance de l'Amérique ». Après restauration, elle est visible à Washington, D.C. depuis 2007. Une fresque reproduit la carte sur un mur de Saint-Dié-des-Vosges, ville où elle fut éditée.

## Les Andes et les montagnes Rocheuses représentées
Le planisphère de Waldseemüller représente distinctement des reliefs montagneux correspondant aux Andes (Claudio Piani, Inventare un Nuovo Mondo, Hera N° 21, settembre 2001, p.49, Roma) et aux Montagnes Rocheuses.
On ignore sur quelles informations s'est basé Waldseemüller pour reproduire ces informations encore inconnues officiellement en 1507 ; il peut s'agir d'une intuition heureuse de sa part. En effet, ni Christophe Colomb, ni Amerigo Vespucci ne se sont rendus aussi loin vers l'intérieur des terres. Aucun d'eux n'a contourné le continent sud-américain pour s'élancer sur l'océan Pacifique.
Gavin Menzies, dans son ouvrage 1421, the year China discovered the world, soutient que les données recueillies par les flottes de l'amiral eunuque chinois Zheng He entre 1421 et 1423 au cours de la circumnavigation ordonnée par l'empereur Zhu Di, ont été partiellement utilisées pour construire le planisphère de Waldseemüller. Cependant, la validité des thèses de Menzies sont sujettes à caution et ont fait l'objet de critiques importantes pour leur manque d'éléments factuels.
Il faudra attendre officiellement le voyage de Magellan en 1520 pour atteindre les parages de ces contrées montagneuses.